# 奈何橋
奈何橋，為存在民間信仰中通往冥府的一座傳說橋樑，「奈河」是佛家所說地獄的河名，又稱奈河橋，人身死亡後若要轉世，必定會經過這座橋，喝下孟婆給的孟婆湯後，忘掉塵世記憶然後投胎轉世。
不少故事或傳說裡經常提到此橋，例如《西遊記》第11回一首詩寫道：「時聞鬼哭與神號，血水渾波萬丈高。無數牛頭並馬面，猙獰把守奈河橋。」；或《洞冥寶記》第19回寫到過奈何橋出入地獄的經歷；《玉歷寶鈔》在「十殿 轉輪王」章節裡提到冥府與孟婆。